# Der Henker ist unterwegs
Der Henker ist unterwegs (Originaltitel: The Lineup) ist ein in Schwarzweiß gedrehter US-amerikanischer Kriminalfilm von Don Siegel aus dem Jahr 1958.

## Handlung
Nach dem Andocken eines Passagierschiffs in San Francisco stiehlt ein Kofferträger ein Gepäckstück eines Reisenden, wirft es in ein wartendes Taxi und taucht in der Menge unter. Auf der anschließenden Flucht fährt der Taxifahrer einen Polizisten an. Der Polizist kann noch auf ihn schießen, der Taxifahrer verunglückt mit seinem Wagen und ist ebenfalls tot. Später birgt die Hafenbehörde den Leichnam des ermordeten Kofferträgers. Im Polizeilabor wird der gestohlene Koffer untersucht, dabei wird in einer Standfigur, die der Besitzer Mr. Dressler in Hongkong kaufte, Heroin entdeckt. Die ermittelnden Beamten Guthrie und Quine verdächtigen zuerst Dressler, bis ein Zollbeamter die Vermutung äußert, dass Dressler unwissend als Kurier missbraucht wurde. In der Wohnung des toten Taxifahrers finden Guthrie und Quine einen Kalender, der den Schluss zulässt, dass bereits für den nächsten Tag eine neue Drogenlieferung anstehen könnte.
Der psychopathische Auftragsmörder Dancer und sein zynischer Mentor Julian treffen mit dem Flugzeug in San Francisco ein. Ihr Fahrer McLain bringt sie zum Hafen, wo ihr Kontaktmann Dancer die drei Kuriere zeigt, deren Gepäck eingeschmuggeltes Heroin enthält: den Seemann Warner, die Familie Sanders und die allein mit ihrer Tochter reisende Dorothy Bradshaw. Nach Einsammeln der Schmuggelware soll Dancer diese an einem verabredeten Ort in einem Marinemuseum verstecken, wo sie um Punkt 16 Uhr vom Auftraggeber abgeholt wird. Dancer sucht zuerst Warner im Dampfbad seines Seemannsheims auf. Warner hat das Heroin in seiner Fuhre entdeckt und fordert von Dancer einen Anteil, woraufhin ihn dieser erschießt. Am Tatort können zwei Kunden Guthrie und Quine eine akkurate Beschreibung Julians geben, die daraufhin eine Fahndung einleiten. Derweil haben die Gangster ihr nächstes Ziel erreicht, das Haus der Familie Sanders. Da der chinesische Hausdiener Verdacht schöpft und das Besteckset nicht herausgeben will, in dessen Griffen das Heroin versteckt wurde, wird auch er erschossen. Anschließend machen sich Dancer und Julian im Steinhart Aquarium an den dritten 'Kurier' heran, Mrs. Bradshaw und ihre Tochter Cindy. Im Hotelzimmer gesteht Cindy, dass sie ein weißes Pulver in ihrer japanischen Puppe entdeckt und dieses als „Puder“ für die Puppe verwendet hat. In der Befürchtung, von ihrem Auftraggeber – er ist nur als „the man“ bekannt – der Unterschlagung bezichtigt zu werden, entführen Dancer und Julian Mutter und Tochter zum Ort der Übergabe. Sie hoffen, dass man ihnen Glauben schenken wird, wenn sie den unglücklichen Verlust dieser Heroinlieferung erklären. Julian demütigt die weinende Mrs. Bradshaw mit der Feststellung, dass Frauen wegen ihrer „Schwäche“ keinen Platz in der Gesellschaft hätten, sowohl das Verbrechen wie auch das Gesetz wären nun einmal aggressiv.
Ohne zu ahnen, dass die Polizei bereits auf ihrer Spur ist – einem berittenen Polizisten war das Nummernschild aufgefallen – trifft sich Dancer mit „the man“ am Versteck, einem Kompasshaus. Dieser stellt sich als älterer Mann im Rollstuhl heraus. Er ignoriert Dancers Erklärung für die unvollständige Lieferung, ohrfeigt ihn und erklärt, da er ihn, „the man“, gesehen habe – „den keiner sieht“ – sei er bereits ein toter Mann. Dancer stürzt „the man“ wutentbrannt vom Balkon in die Tiefe und eilt zurück zum Wagen mit den Bradshaws. McLain kann die Polizeiabsperrung durchbrechen, aber auf einer im Bau befindlichen Autobahnbrücke werden die Gangster gestellt. Der flüchtende Julian wird von Dancer erschossen, der wiederum, von einer Polizeikugel getroffen, in die Tiefe stürzt.

## Hintergrund
Der Henker ist unterwegs basierte auf einer 1950–1953 gesendeten Radiosendung sowie einer 1954–1960 ausgestrahlten Fernsehserie namens The Lineup. Warner Anderson wiederholte seine Rolle aus der TV-Serie. Statt einer eigens komponierten Filmmusik verwendete der Film Archivmusik, die von dem nicht genannten Mischa Bakaleinikoff eingespielt wurde.
Der Henker ist unterwegs startete am 11. Juni 1958 in den amerikanischen Kinos und am 19. Februar 1960 in der BRD.
Trotz seines späten Entstehungszeitpunkts und seiner in gleißendes Sonnenlicht getauchten Bilder wurde Der Henker ist unterwegs von einigen Filmhistorikern wie Alain Silver/Elizabeth Ward und Foster Hirsch dem klassischen Film noir (ca. 1941–1958) zugerechnet.

## Kritik
„Eine reizvolle Verbindung von zunächst sachlichem Polizeibericht und später hartem Gangsterfilm. Interessant vor allem die strenge formale Struktur des Films, die sich besonders in der Wiederholung ähnlicher Vorgänge und Abläufe zeigt.“